# Mariene ecoregio Fernando de Noronha en Atol das Rocas
De Mariene ecoregio Fernando de Noronha en Atol das Rocas (74) (Engels: Fernando de Naronha and Atoll das Rocas marine ecoregion) is een biogeografische regio en ligt in het zuidwesten van de Atlantische Oceaan in de Mariene provincie Tropische Zuidwestelijke Atlantische Oceaan (14) in het Marien rijk Tropische Atlantische Oceaan. De mariene ecoregio is vastgesteld door het World Wide Fund for Nature en The Nature Conservancy en is vernoemd naar Fernando de Noronha en Atol das Rocas.
In het noordoosten grenst het gebied aan de mariene ecoregio Sint-Pieter-en-Sint-Paulusrotsen (73) en in het zuidwesten aan de mariene ecoregio Noordoostelijk Brazilië (75).

## Geografie
De mariene ecoregio ligt in het zuidwesten van de Atlantische Oceaan rond de eilanden Fernando de Noronha en Atol das Rocas, onderdeel van Brazilië.
Door het gebied stroomt de Atlantische Zuidequatoriale stroom, onderdeel van de Zuid-Atlantische gyre.

## Biogeografie
Het gebied kent zeeleven dat houdt van tropische temperaturen.